# Juan José Morales
Juan José Morales (Bella Vista, Tucumán, 23 de marzo de 1982) es un futbolista argentino que juega de 
delantero. Actualmente juega en Ateneo Parroquial Alderetes del Torneo Regional Federal Amateur de Argentina.

## Trayectoria
Morales surgió de las inferiores de San Martín de Tucumán donde estuvo unos pocos años. Luego de su paso por Central Norte y Atlético Concepción, volvió a su club de origen para participar en la asombrosa campaña que regresó a este club a la Primera B Nacional, y posteriormente a la Primera División de Argentina, haciendo una gran temporada en el segundo semestre del 2007. Allí se ganó a la afición y se lo consideró uno de los mejores delanteros de los últimos tiempos en el club. A principios del año 2008 fue transferido a Colón. En el segundo semestre del mismo año recaló en Quilmes Atlético Club donde se situó entre los máximos anotadores de la Primera B Nacional de Argentina, marcando 16 goles.
El 3 de agosto de 2009 fichó por la Universidad Católica de Chile. A pesar de no tener un buen comienzo en el club universitario, Jota-Jota convierte un hat-trick contra la Universidad de Concepción ganándose la ovación de la hinchada cruzada. Se gana definitivamente un puesto de titular cuando en la fase previa a la Copa Libertadores de América anotó dos goles en el partido de ida ante Colón en el definitivo 3-2 que Colón ganó, y en el empate global en el partido que Universidad Católica ganó por 3-2, con un gol de último minuto, donde al final los cruzados ganarían en penales por 5-3. 
Ya para el segundo semestre de 2010 volvió a Quilmes con la misión de mantener al equipo en Primera División. Un año después pasó a las filas de Argentinos Juniors.
Morales viajó a Brasil para jugar en Paraná Clube en 2013, luego de haber actuado durante el último semestre de 2012 para el Atlético Venezuela. Por motivos personales, dejó a los brasileños antes de que concluyese el año y regresó a Chile, donde fue fichado por el Huachipato. Luego de un semestre infructuoso en lo personal, buscó una nueva oportunidad en el fútbol venezolano, esta vez como parte del Mineros de Guayana, siendo oficial su fichaje el 30 de julio de 2014. Su actuación con el equipo fue breve e intrascendente, por lo que rescindió su contrato y se retiró brevemente del fútbol para convertirse en una personalidad de la televisión chilena.
Sin embargo en enero de 2015 el futbolista volvió a la actividad profesional, firmando un contrato para el All Boys de la Segunda División de Argentina.
En febrero de 2016 se fue a jugar al fútbol de Malasia con Terengganu FA.
En septiembre de 2017 firmó para San Jorge del Torneo Federal A de Argentina, oficializando así su regreso al fútbol argentino.
En septiembre de 2018 se unió como refuerzo al Bella Vista de la Liga Tucumana de Fútbol.
Luego de que se cayera su pase a Jorge Newbery de Comodoro Rivadavia, en enero de 2019 fue fichado por el Deportivo Rincón de la localidad neuquina de Rincón de los Sauces para disputar el Torneo Regional Federal Amateur 2019.
Morales retornó a San Jorge a comienzos de 2020, pero las actividades deportivas en Tucumán fueron suspendidas en marzo de ese año debido a la pandemia de COVID-19.
En el 2021 es fichado por el club Ateneo Parroquial Alderetes, volviendo a la acción en la Liga Tucumana de Fútbol.

## Televisión
En 2014 participó de un reality show en Chile llamado Amor a prueba junto a su esposa la bailarina Flaviana Seeling, integrante del grupo brasileño Axé Bahía. Pero luego de 17 días decidieron abandonar por motivos personales.

## Estadísticas

### Clubes
| Club                           | Div.          | Temporada     | Liga  | Liga  | Liga   | Copas nacionales | Copas nacionales | Copas nacionales | Torneos internacionales | Torneos internacionales | Torneos internacionales | Total | Total | Total  | Media goleadora |
| Club                           | Div.          | Temporada     | Part. | Goles | Asist. | Part.            | Goles            | Asist.           | Part.                   | Goles                   | Asist.                  | Part. | Goles | Asist. | Media goleadora |
| ------------------------------ | ------------- | ------------- | ----- | ----- | ------ | ---------------- | ---------------- | ---------------- | ----------------------- | ----------------------- | ----------------------- | ----- | ----- | ------ | --------------- |
| San Martín (T) Argentina       | 2.ª           | 2000-01       | 7     | 0     | 0      | —                | —                | —                | —                       | —                       | —                       | 7     | 0     | 0      | 0,00            |
| San Martín (T) Argentina       | 3.ª           | 2001-02       | 5     | 0     | 0      | —                | —                | —                | —                       | —                       | —                       | 5     | 0     | 0      | 0,00            |
| San Martín (T) Argentina       | 4.ª           | 2004-05       | 27    | 11    | 1      | —                | —                | —                | —                       | —                       | —                       | 27    | 11    | 1      | 0,41            |
| San Martín (T) Argentina       | 3.ª           | 2005-06       | 7     | 3     | 0      | —                | —                | —                | —                       | —                       | —                       | 7     | 0     | 0      | 0,00            |
| San Martín (T) Argentina       | 2.ª           | 2006-07       | 38    | 8     | 0      | —                | —                | —                | —                       | —                       | —                       | 38    | 8     | 0      | 0,21            |
| San Martín (T) Argentina       | 2.ª           | 2007-08       | 19    | 11    | 0      | —                | —                | —                | —                       | —                       | —                       | 19    | 6     | 0      | 0,32            |
| San Martín (T) Argentina       | Total club    | Total club    | 103   | 34    | 1      | 0                | 0                | 0                | 0                       | 0                       | 0                       | 103   | 25    | 1      | 0,24            |
| Atlético Concepción Argentina  | 4.ª           | 2003-04       | 8     | 6     | 0      | —                | —                | —                | —                       | —                       | —                       | 8     | 6     | 0      | 0,75            |
| Atlético Concepción Argentina  | Total club    | Total club    | 8     | 6     | 0      | 0                | 0                | 0                | 0                       | 0                       | 0                       | 8     | 6     | 0      | 0,75            |
| Colón Argentina                | 1.ª           | 2007-08       | 5     | 0     | 0      | —                | —                | —                | —                       | —                       | —                       | 5     | 0     | 0      | 0,00            |
| Colón Argentina                | Total club    | Total club    | 5     | 0     | 0      | 0                | 0                | 0                | 0                       | 0                       | 0                       | 5     | 0     | 0      | 0,00            |
| Quilmes Argentina              | 2.ª           | 2008-09       | 35    | 16    | 0      | —                | —                | —                | —                       | —                       | —                       | 35    | 16    | 0      | 0,46            |
| Quilmes Argentina              | 1.ª           | 2010-11       | 28    | 6     | 0      | —                | —                | —                | —                       | —                       | —                       | 28    | 6     | 0      | 0,21            |
| Quilmes Argentina              | Total club    | Total club    | 63    | 22    | 0      | 0                | 0                | 0                | 0                       | 0                       | 0                       | 63    | 22    | 0      | 0,35            |
| Universidad Católica · Chile   | 1.ª           | 2009          | 19    | 8     | 1      | —                | —                | —                | —                       | —                       | —                       | 19    | 8     | 1      | 0,42            |
| Universidad Católica · Chile   | 1.ª           | 2010          | 13    | 3     | 3      | 2                | 2                | 0                | 7                       | 4                       | 1                       | 20    | 7     | 4      | 0,35            |
| Universidad Católica · Chile   | Total club    | Total club    | 32    | 11    | 4      | 2                | 2                | 0                | 7                       | 4                       | 1                       | 41    | 17    | 5      | 0.41            |
| Argentinos Jrs. Argentina      | 1.ª           | 2011-12       | 25    | 5     | 0      | 1                | 2                | 0                | 2                       | 0                       | 0                       | 28    | 7     | 0      | 0,25            |
| Argentinos Jrs. Argentina      | Total club    | Total club    | 25    | 5     | 0      | 1                | 2                | 0                | 2                       | 0                       | 0                       | 28    | 7     | 0      | 0,25            |
| Atlético Venezuela · Venezuela | 1.ª           | 2012-13       | 10    | 3     | 0      | —                | —                | —                | —                       | —                       | —                       | 10    | 3     | 0      | 0,30            |
| Atlético Venezuela · Venezuela | Total club    | Total club    | 10    | 3     | 0      | 0                | 0                | 0                | 0                       | 0                       | 0                       | 10    | 3     | 0      | 0,30            |
| Paraná · Brasil                | 2.ª           | 2013          | 22    | 6     | 1      | 13               | 2                | 0                | —                       | —                       | —                       | 35    | 8     | 1      | 0,23            |
| Paraná · Brasil                | Total club    | Total club    | 22    | 6     | 1      | 13               | 2                | 0                | 0                       | 0                       | 0                       | 35    | 8     | 1      | 0,23            |
| Huachipato · Chile             | 1.ª           | 2013-14       | 9     | 0     | 0      | 3                | 1                | 0                | —                       | —                       | —                       | 12    | 1     | 0      | 0,08            |
| Huachipato · Chile             | Total club    | Total club    | 9     | 0     | 0      | 3                | 1                | 0                | 0                       | 0                       | 0                       | 12    | 1     | 0      | 0,08            |
| Mineros de Guyana · Venezuela  | 1.ª           | 2014-15       | 5     | 0     | 0      | —                | —                | —                | —                       | —                       | —                       | 5     | 0     | 0      | 0,00            |
| Mineros de Guyana · Venezuela  | Total club    | Total club    | 5     | 0     | 0      | 0                | 0                | 0                | 0                       | 0                       | 0                       | 5     | 0     | 0      | 0,00            |
| All Boys Argentina             | 2.ª           | 2015          | 2     | 0     | 0      | —                | —                | —                | —                       | —                       | —                       | 2     | 0     | 0      | 0,00            |
| All Boys Argentina             | Total club    | Total club    | 2     | 0     | 0      | 0                | 0                | 0                | 0                       | 0                       | 0                       | 2     | 0     | 0      | 0,00            |
| Terengganu F. C. Malasia       | 1.ª           | 2016          | 7     | 1     | 0      | 1                | 0                | 0                | —                       | —                       | —                       | 8     | 1     | 0      | 0,12            |
| Terengganu F. C. Malasia       | Total club    | Total club    | 7     | 1     | 0      | 1                | 0                | 0                | 0                       | 0                       | 0                       | 8     | 1     | 0      | 0,12            |
| San Jorge (T) Argentina        | 3.ª           | 2017-18       | 21    | 3     | 0      | 3                | 0                | 0                | —                       | —                       | —                       | 24    | 3     | 0      | 0,12            |
| San Jorge (T) Argentina        | Total club    | Total club    | 21    | 3     | 0      | 3                | 0                | 0                | 0                       | 0                       | 0                       | 24    | 3     | 0      | 0,12            |
| Total carrera                  | Total carrera | Total carrera | 312   | 82    | 6      | 23               | 7                | 0                | 9                       | 4                       |                         | 344   | 93    | 7      | 0.27            |
| 1. 2. 3. 4.                    |               |               |       |       |        |                  |                  |                  |                         |                         |                         |       |       |        |                 |

## Palmarés

### Torneos nacionales
| Título                       | Club                  | País      | Año     |
| ---------------------------- | --------------------- | --------- | ------- |
| Torneo Argentino B           | San Martín de Tucumán | Argentina | 2004-05 |
| Ascenso a Primera B Nacional | San Martín de Tucumán | Argentina | 2005-06 |
| Primera División de Chile    | Universidad Católica  | Chile     | 2010    |